# Cochran (Georgie)
Cochran je město v Bleckley County, v Georgii, ve Spojených státech amerických. V roce 2011 žilo ve městě 5156 obyvatel.

## Demografie
Podle sčítání lidí v roce 2000 žilo ve městě 4455 obyvatel, 1632 domácností a 1055 rodin. V roce 2011 žilo ve městě 2356 mužů (45,6%), a 2809 žen (54,4%). Průměrný věk obyvatele je 25 let.